# Rhyacophila hamosa
Rhyacophila hamosa är en nattsländeart som beskrevs av Sun in Yang, Sun och Tian 1995. Rhyacophila hamosa ingår i släktet Rhyacophila och familjen rovnattsländor. Inga underarter finns listade i Catalogue of Life.